# Landeskirche
Een Landeskirche (meervoud: Landeskirchen) is in Duitsland en Zwitserland de kerk van een regio. De term verwijst meestal naar protestantse kerken, maar - in het geval van Zwitserland - ook naar Rooms-katholieke bisdommen. Ze zijn ontstaan als de nationale kerken van de onafhankelijke staten, de huidige deelstaten van Duitsland (Länder) of de kantons van Zwitserland, die zich later verenigden tot respectievelijk het Duitse Rijk (in 1871) of de Zwitserse Bondsstaat (in 1848).

## Oorsprong in het Heilige Roomse Rijk
Voor de Reformatie werd de organisatie van de kerk in een land opgevat als een landeskirche, zeker onder een hogere macht (de paus of een patriarch), maar ook met een verhoogde mate van onafhankelijkheid, vooral wat betreft de interne structuur en de relaties met zijn koning, prins of heerser. In de betrokken landen, met uitzondering van Scandinavië en Engeland, overleefden de bisschoppen in de nationale kerken de Reformatie niet. Maarten Luther voorzag dat elke seculiere landsheer bisschoppelijke functies in de respectieve gebieden zou uitoefenen. Het principe cuius regio, eius religio, vastgelegd in de Godsdienstvrede van Augsburg, legde vast dat een Landesheer bepaalt tot welke denominatie zijn onderdanen moesten behoren. Dit leidde tot gesloten, insulair landeskirchen. Het principe was een bijproduct van religieuze politiek in het Heilige Roomse Rijk en verzachtte al snel na de Dertigjarige Oorlog.
Ten tijde van de afschaffing van de monarchieën in Duitsland in 1918 waren de Landesheren summus episcopus (Landesbischöfe, vergelijkbaar met de Supreme Governor van de Kerk van Engeland) in de staten of hun administratieve gebieden, en de banden tussen kerken en naties werden bijzonder nauw, zelfs met Landesherren buiten de Lutherse kerk. Zo was Lodewijk III van Beieren, de (rooms-katholieke) koning van Beieren tegelijkertijd oppergouverneur (summus episcopus) van de Evangelisch-Lutherse Kerk in Beieren rechts van de Rijn. In de praktijk oefenden de Landesherren bisschoppelijke functies slechts indirect uit via consistories.

## Zwitserland
In Zwitserland bleven de Landeskirche zowel voor protestantse als rooms-katholieke gemeenschap actief, in de Zwitserse Gereformeerde Kerken voor de protestanten. In de rooms-katholieke kerk ontstond een duale situatie waar een wereldwijd unieke coëxistentie van een hiërarchisch georganiseerde episcopale kerk met zes bisdommen (Bazel, Chur, Lausanne-Genève-Fribourg, Lugano, Sankt Gallen en Sion) en een democratisch georganiseerde landskerk met vierentwintig eenheden zoals onder meer de Katholische Kirche im Kanton Zürich, de Römisch-katholische Landeskirche des Kantons Bern, het Diocesi di Lugano en de Fédération ecclésiastique catholique romaine du Canton de Vaud, die sinds 1971 zich collectief verenigen in de Römisch-Katholische Zentralkonferenz der Schweiz (RKZ). Uniek daarbij is dat dezelfde lokale geloofsgemeenschappen parallel deel uitmaken van beide structuren.